# Tri-State League
Tri-State League (letteralmente, "lega dei tre stati") è stato il nome di cinque diverse leghe minori del baseball negli Stati Uniti d'America.
La prima associazione risale al periodo 1887-1890 ed era formata da squadre di Ohio, Michigan e Virginia Occidentale. La seconda fu attiva nel 1904-14, con membri in Delaware, New Jersey e Pennsylvania. Negli anni '20 esistettero due versioni della Tri-State-League: un circuito nel 1924 in Iowa, Nebraska e Dakota del Sud, un altro nel 1925-26 fra Tennessee, Mississippi ed Arkansas.
La più recente incarnazione della lega fu dopo la Seconda guerra mondiale, un circuito di classe B con Tennessee, Carolina del Nord e Carolina del Sud. Si giocò nel periodo 1946-55, principalmente con squadre a Charlotte, Asheville, Knoxville, Rock Hill e Spartanburg; la maggior parte di questi era affiliata al Major League Baseball farm system.
La crisi di pubblico nelle leghe minori degli anni '50  e la defezione di squadre come Charlotte, passata a circuiti più importanti, ebbero effetto sulla Tri-State league. Nell'ultima stagione, nel 1955, c'erano solo 4 squadre. Gli ultimi campioni furono i Spartanburg Peaches, affiliati ai Cleveland Indians.